# اینابا آتسوشی
اینابا آتسوشی (稲葉 敦志 Inaba Atsushi, زاده ۲۸ آگوست ۱۹۷۱) یک تهیه‌کننده بازی ویدئویی و بازرگان ژاپنی است. او مدیر عامل اجرایی و تهیه‌کننده سابق استودیوی کلاور، کپ‌کام بود و بازی‌هایی چون جوی خوشگل، اوکامی و گاد هند را در آن استودیو تولید کرد. او هم‌اکنون به عنوان تهیه‌کننده در استودیو پلاتینیوم گیمز مشغول به کار است.

## حرفه
اینابا در سال ۱۹۷۱ در کانازاوا در استان ایشیکاوا زاده شد.
اینابا ابتدا برای شرکت آیرم و به‌طور خاص روی بازی R-Type Leo کار می‌کرد. از آنجا به Nazca Corporation و سپس اس.ان.کی. رفت و در آنجا برنامه‌نویسی بازی Samurai Shodown را انجام داد. اینابا پس از دیدن یک آگهی استخدام کپ‌کام در مجله فامیتسو، در سال ۱۹۹۸ با این امید که روی بازی بعدی رزیدنت ایول کار کند به این شرکت پیوست. او سرانجام بر روی بازی شیطان هم می‌گرید (هیدکی کامیا) کار کرد و بعداً بازی‌هایی از مجموعه بازی‌های وکیل تک و گردان فولاد تولید کرد. اینابا، کامیا و شینجی میکامی و سایر کارکنان کپ‌کام در آوریل ۲۰۰۴ در استودیو جدید شرکت کپ‌کام که کلاور استودیو نام داشت کار خود را آغاز کردند اینابا به عنوان تهیه‌کننده و مدیرعامل این تیم عمل می‌کرد و توانست چند عنوان از جمله اوکامی که عنوانی مورد تحسین منتقدان بود را تولید کند. اینابا در سال ۲۰۰۶ کپ‌کام را ترک کرد و شرکت خود را با نام SEEDS تشکیل داد. کلاور استودیو رسماً توسط کپ‌کام در اوایل سال ۲۰۰۷ بسته شد.
در اکتبر ۲۰۰۷، SEEDS با شرکت ODD ادغام شد. این شرکت تازه تأسیس حاصل از این اقدام به پلاتینیوم گیمز تغییر نام داد. او سمت تولیدکننده اصلی بخش توسعه را دارد.
بسیاری از اعضای اصلی کلاور در این شرکت مشغول به کار شدند. در مه ۲۰۰۸، پلاتینیوم گیمز قرارداد چهار بازی با سگا را اعلام کرد. بازی‌هایی که قرار بود توسعه بیابند شامل بایونتا، که یک «بازی اکشن» برای پلی‌استیشن ۳ و اکس‌باکس ۳۶۰ به کارگردانی هیدکی کامیا بود، یک RPG علمی تخیلی برای نینتندو دی‌اس به نام فضای بی‌انتها، یک بازی اکشن «فوق‌العاده خشن» به نام دنیای دیوانه برای کنسول وی با گرافیکی سیاه و سفید در شهرگناه و بازی پیروزی، که یک اکشن تیراندازی سوم شخص به کارگردانی شینجی میکامی بود می‌شد. پنجمین بازی نیز، Anarchy Reigns، بعداً به این قرارداد اضافه شد و در سال ۲۰۱۲ برای پلی‌استیشن ۳ و اکس‌باکس ۳۶۰ منتشر شد.
اینابا همچنین تهیه‌کننده متال گیر طلوع: انتقام دوباره محصول مشترک پلاتینیوم گیمز از کوجیما پروداکشنز بود. اینابا در سال ۲۰۰۹ در فهرست ۱۰۰ بازی ساز برتر همه زمان‌های آی‌جی‌ان در رتبه ۴۹ قرار گرفت

## آثار
| سال    | بازی | نقش              |
| ------ | --- | ---------------- |
| ۱۹۹۲   | Bomber Man World                                                                                           | طراح             |
| ۱۹۹۲   | R-Type Leo                                                                                                 | طراح             |
| ۱۹۹۳   | سامورایی شادون (Samurai Shodown)                                                                           | برنامه‌نویس       |
| ۲۰۰۱   | رزیدنت ایول کد: ورونیکا                                                                                    | دستیار تهیه‌کننده |
| ۲۰۰۱   | شیطان هم می‌گرید                                                                                            | همکاری فنی       |
| ۲۰۰۱   | فینیکس رایت: وکیل تک                                                                                       | تهیه‌کننده        |
| ۲۰۰۱   | گرانبو (Granbo)                                                                                            | تهیه‌کننده        |
| ۲۰۰۲   | سیاه مشکی (Black Black)                                                                                    | تهیه‌کننده        |
| ۲۰۰۲   | گردان فولاد (Steel Battalion)                                                                              | تهیه‌کننده        |
| ۲۰۰۲   | فینیکس رایت: وکیل تک - عدالت برای همه (Phoenix Wright: Ace Attorney − Justice for All)                     | تهیه‌کننده        |
| ۲۰۰۳   | جوی خوشگل (Viewtiful Joe)                                                                                  | تهیه‌کننده        |
| ۲۰۰۴   | فینیکس رایت: وکیل تک - محاکمات و مصیبت‌ها (Phoenix Wright: Ace Attorney − Trials and Tribulations)          | تهیه‌کننده        |
| ۲۰۰۴   | گردان فولاد: خط تماس (Steel Battalion: Line of Contact)                                                    | تهیه‌کننده        |
| ۲۰۰۴   | جوی خوشگل ۲ (Viewtiful Joe 2)                                                                              | تهیه‌کننده        |
| ۲۰۰۵   | جوی خوشگل: خروش داغ سرخ (Viewtiful Joe: Red Hot Rumble)                                                    | تهیه‌کننده        |
| ۲۰۰۵   | جوی خوشگل: مشکل دوگانه! (Viewtiful Joe: Double Trouble!)                                                   | تهیه‌کننده        |
| ۲۰۰۶   | اوکامی | تهیه‌کننده        |
| ۲۰۰۶   | گاد هند | تهیه‌کننده        |
| ۲۰۰۹   | دنیای دیوانه (MadWorld)                                                                                    | تهیه‌کننده        |
| ۲۰۰۹   | فضای بی‌نهایت (Infinite Space)                                                                              | تهیه‌کننده        |
| ۲۰۱۰   | پیروزی | تهیه‌کننده        |
| ۲۰۱۲   | بی نظمی حاکم است (Anarchy Reigns)                                                                          | تهیه‌کننده        |
| ۲۰۱۳   | متال گیر طلوع: انتقام دوباره                                                                               | تهیه‌کننده        |
| ۲۰۱۳   | شگفت‌انگیز ۱۰۱(The Wonderful 101)                                                                           | تهیه‌کننده        |
| ۲۰۱۴   | بایونتا ۲                                                                                                  | تهیه‌کننده        |
| ۲۰۱۴   | افسانه کورا (The Legend of Korra)                                                                          | تهیه‌کننده اجرایی |
| ۲۰۱۵   | ترانسفورمور: ویرانی (Transformers: Devastation)                                                            | تهیه‌کننده اجرایی |
| ۲۰۱۶   | ستاره روباه صفر (Star Fox Zero)                                                                            | تهیه‌کننده        |
| ۲۰۱۶   | ستاره روباه نگهبان (Star Fox Guard)                                                                        | تهیه‌کننده        |
| ۲۰۱۶   | لاک پشت‌های نینجا جهش یافته نوجوان: جهش یافته در منهتن (Teenage Mutant Ninja Turtles: Mutants in Manhattan) | تهیه‌کننده اجرایی |
| ۲۰۱۷   | نیئا: اتوماتا                                                                                              | تهیه‌کننده اجرایی |
| ۲۰۱۷   | نظم از دست رفته (Lost Order)                                                                               | تهیه‌کننده        |
| ۲۰۱۹   | زنجیره اختری (Astral Chain)                                                                                | تهیه‌کننده اجرایی |
| ۲۰۲۱   | دنیای شیاطین (World of Demons)                                                                             | تهیه‌کننده اجرایی |
| ۲۰۲۲   | بایونتا ۳                                                                                                  | تهیه‌کننده اجرایی |
| ن/م    | پروژه GG                                                                                                   | تهیه‌کننده        |
| لغو شد | اسکیل‌باند                                                                                                  | تهیه‌کننده        |